# Gelasine
Gelasine Herb. – rodzaj roślin należący do rodziny kosaćcowatych (Iridaceae), obejmujący 8 gatunków występujących w środkowej Ameryce Południowej, na obszarze od zachodnio-środkowej Brazylii i Boliwii do północno-wschodniej Argentyny i Urugwaju.

## Morfologia

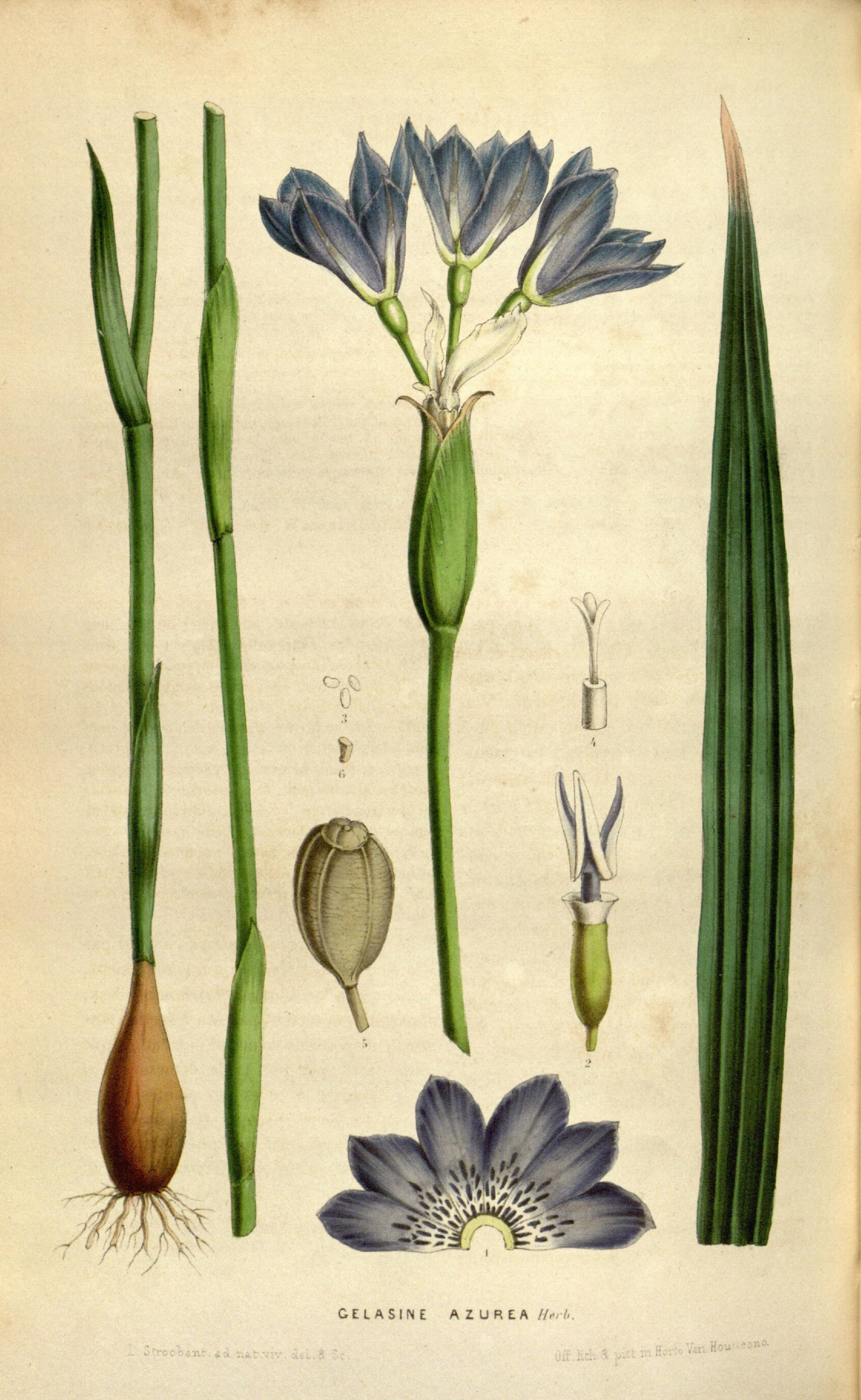
G. elongata

PokrójMałe wieloletnie rośliny zielne, geofity cebulowe, przechodzące fazę spoczynku.
PędyPodziemna cebula pokryta brązową do czarniawej, papierowatą lub lepką tuniką. Pęd kwiatostanowy rozgałęziony.
LiścieLancetowate do równowąskich, z równoległymi fałdami.
KwiatyOkwiat niebieski do fioletowego, często z białymi lub ciemniejszymi plamkami. Listki okwiatu wolne, niemal równej długości lub te w wewnętrznym okółku mniejsze. Nitki pręcików zrośnięte, główki wzniesione. Szyjka słupka smukła, rozwidlona na nitkowate lub oskrzydlone i jednostronnie spłaszczone łatki, zakończone relatywnie szerokim znamieniem i czasami malutkim grzebieniowatym wyrostkiem. Na listkach okwiatu obecne są elajofory, gruczoły wydzielające tłuszcz, przyciągające pszczoły.
OwoceOdwrotniejajowate do cylindrycznych, ścięte torebki zawierające kanciaste nasiona.

## Systematyka
Rodzaj z plemienia Tigridieae, z podrodziny Iridoideae z rodziny kosaćcowatych (Iridaceae).
Wykaz gatunków
- Gelasine caldensis Ravenna
- Gelasine coerulea (Vell.) Ravenna
- Gelasine elongata (Graham) Ravenna
- Gelasine gigantea Ravenna
- Gelasine goodspeediana (R.C.Foster) Celis & Goldblatt
- Gelasine paranaensis Ravenna
- Gelasine rigida Ravenna
- Gelasine uruguaiensis Ravenna

## Nazewnictwo

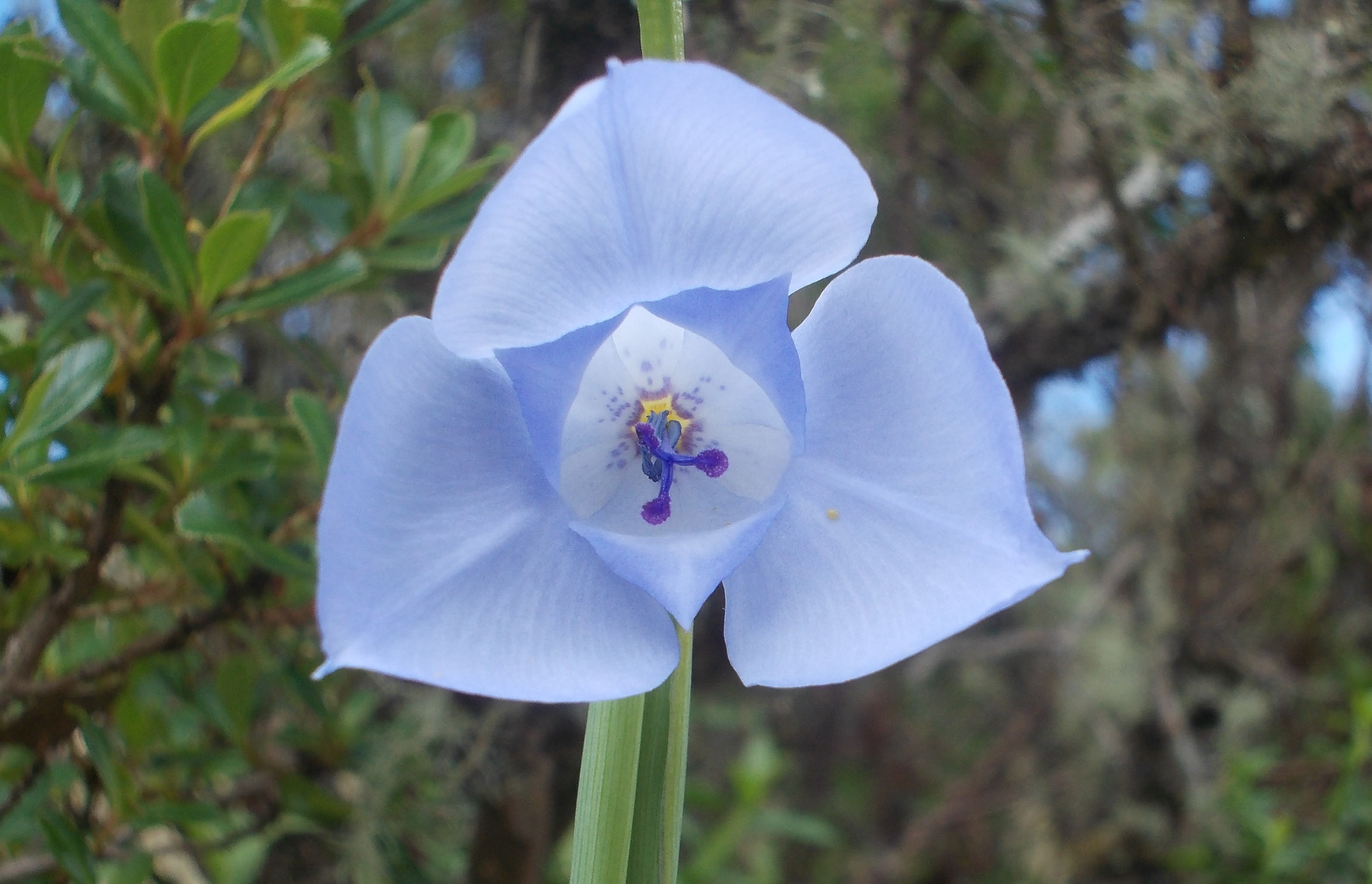
G. coerulea

Etymologia nazwy naukowejNazwa naukowa rodzaju pochodzi od greckiego słowa γελασινός (gelasinos – dołeczki w policzkach) i odnosi się do struktury kwiatów tych roślin.
Synonimy taksonomiczne
- Sphenostigma Baker, J. Linn. Soc., Bot. 16: 124 (1877)

## Zastosowanie
Niektóre gatunki są uprawiane jako rośliny ozdobne.